# Danh sách tiểu hành tinh: 31001–32000
| Tên                                                  | Tên đầu tiên                                         | Ngày phát hiện                                       | Nơi phát hiện                                        | Người phát hiện                                      |                                                      |                                                      |                                                      |                                                      |                                                      |                                                      |                                                      |                                                      |                                                      |                                                      |                                                      |                                                      |                                                      |                                                      |                                                      |                                                      |                                                      |                                                      |                                                      |                                                      |                                                      |                                                      |                                                      |                                                      |                                                      |                                                      |                                                      |                                                      |                                                      |                                                      |                                                      |                                                      |                                                      |                                                      |                                                      |                                                      |                                                      |                                                      |                                                      |                                                      |                                                      |                                                      |                                                      |                                                      |                                                      |
| 31001–31100 Danh sách các tiểu hành tinh/31001–31100 | 31001–31100 Danh sách các tiểu hành tinh/31001–31100 | 31001–31100 Danh sách các tiểu hành tinh/31001–31100 | 31001–31100 Danh sách các tiểu hành tinh/31001–31100 | 31001–31100 Danh sách các tiểu hành tinh/31001–31100 | 31101–31200 Danh sách các tiểu hành tinh/31101–31200 | 31101–31200 Danh sách các tiểu hành tinh/31101–31200 | 31101–31200 Danh sách các tiểu hành tinh/31101–31200 | 31101–31200 Danh sách các tiểu hành tinh/31101–31200 | 31101–31200 Danh sách các tiểu hành tinh/31101–31200 | 31201–31300 Danh sách các tiểu hành tinh/31201–31300 | 31201–31300 Danh sách các tiểu hành tinh/31201–31300 | 31201–31300 Danh sách các tiểu hành tinh/31201–31300 | 31201–31300 Danh sách các tiểu hành tinh/31201–31300 | 31201–31300 Danh sách các tiểu hành tinh/31201–31300 | 31301–31400 Danh sách các tiểu hành tinh/31301–31400 | 31301–31400 Danh sách các tiểu hành tinh/31301–31400 | 31301–31400 Danh sách các tiểu hành tinh/31301–31400 | 31301–31400 Danh sách các tiểu hành tinh/31301–31400 | 31301–31400 Danh sách các tiểu hành tinh/31301–31400 | 31401–31500 Danh sách các tiểu hành tinh/31401–31500 | 31401–31500 Danh sách các tiểu hành tinh/31401–31500 | 31401–31500 Danh sách các tiểu hành tinh/31401–31500 | 31401–31500 Danh sách các tiểu hành tinh/31401–31500 | 31401–31500 Danh sách các tiểu hành tinh/31401–31500 | 31501–31600 Danh sách các tiểu hành tinh/31501–31600 | 31501–31600 Danh sách các tiểu hành tinh/31501–31600 | 31501–31600 Danh sách các tiểu hành tinh/31501–31600 | 31501–31600 Danh sách các tiểu hành tinh/31501–31600 | 31501–31600 Danh sách các tiểu hành tinh/31501–31600 | 31601–31700 Danh sách các tiểu hành tinh/31601–31700 | 31601–31700 Danh sách các tiểu hành tinh/31601–31700 | 31601–31700 Danh sách các tiểu hành tinh/31601–31700 | 31601–31700 Danh sách các tiểu hành tinh/31601–31700 | 31601–31700 Danh sách các tiểu hành tinh/31601–31700 | 31701–31800 Danh sách các tiểu hành tinh/31701–31800 | 31701–31800 Danh sách các tiểu hành tinh/31701–31800 | 31701–31800 Danh sách các tiểu hành tinh/31701–31800 | 31701–31800 Danh sách các tiểu hành tinh/31701–31800 | 31701–31800 Danh sách các tiểu hành tinh/31701–31800 | 31801–31900 Danh sách các tiểu hành tinh/31801–31900 | 31801–31900 Danh sách các tiểu hành tinh/31801–31900 | 31801–31900 Danh sách các tiểu hành tinh/31801–31900 | 31801–31900 Danh sách các tiểu hành tinh/31801–31900 | 31801–31900 Danh sách các tiểu hành tinh/31801–31900 | 31901–32000 Danh sách các tiểu hành tinh/31901–32000 | 31901–32000 Danh sách các tiểu hành tinh/31901–32000 | 31901–32000 Danh sách các tiểu hành tinh/31901–32000 | 31901–32000 Danh sách các tiểu hành tinh/31901–32000 | 31901–32000 Danh sách các tiểu hành tinh/31901–32000 |
| ---------------------------------------------------- | ---------------------------------------------------- | ---------------------------------------------------- | ---------------------------------------------------- | ---------------------------------------------------- | ---------------------------------------------------- | ---------------------------------------------------- | ---------------------------------------------------- | ---------------------------------------------------- | ---------------------------------------------------- | ---------------------------------------------------- | ---------------------------------------------------- | ---------------------------------------------------- | ---------------------------------------------------- | ---------------------------------------------------- | ---------------------------------------------------- | ---------------------------------------------------- | ---------------------------------------------------- | ---------------------------------------------------- | ---------------------------------------------------- | ---------------------------------------------------- | ---------------------------------------------------- | ---------------------------------------------------- | ---------------------------------------------------- | ---------------------------------------------------- | ---------------------------------------------------- | ---------------------------------------------------- | ---------------------------------------------------- | ---------------------------------------------------- | ---------------------------------------------------- | ---------------------------------------------------- | ---------------------------------------------------- | ---------------------------------------------------- | ---------------------------------------------------- | ---------------------------------------------------- | ---------------------------------------------------- | ---------------------------------------------------- | ---------------------------------------------------- | ---------------------------------------------------- | ---------------------------------------------------- | ---------------------------------------------------- | ---------------------------------------------------- | ---------------------------------------------------- | ---------------------------------------------------- | ---------------------------------------------------- | ---------------------------------------------------- | ---------------------------------------------------- | ---------------------------------------------------- | ---------------------------------------------------- | ---------------------------------------------------- |